# NBLxNBA 시리즈
NBLxNBA 시리즈(영어: NBLxNBA series)는 호주와 뉴질랜드의 NBL와 미국과 캐나다의 NBA 구단들이 참여하는 시리즈다. 이 시리즈는 각 리그의 2017~2018 시즌에 대해 2017년에 시작되었으며 각 시즌에는 2~7경기가 포함된다. 이 경기들은 항상 미국과 캐나다에서 열리며, 일반적으로 9월과 10월 초에 열린다. 2025년 10월 처음으로 미국과 캐나다가 아닌 오스트레일리아 로드 레이버 아레나에서 개최될 예정이다.

## 역대 NBLxNBA 시리즈
| 날짜             | 팀 1                  | 스코어    | 팀 2                       | 장소                    |
| ---------------- | --------------------- | --------- | -------------------------- | ----------------------- |
| 2017년 10월 2일  | 시드니 킹스           | 83 - 108  | 유타 재즈                  | 비빈트 스마트홈 아레나  |
| 2017년 10월 8일  | 멜버른 유나이티드     | 85 - 86   | 오클라호마시티 선더        | 체서피크 에너지 아레나  |
| 2017년 10월 13일 | 브리즈번 불리츠       | 93 - 114  | 피닉스 선스                | 토킹 스틱 리조트 아레나 |
| 2018년 9월 28일  | 멜버른 유나이티드     | 84 - 104  | 필라델피아 세븐티식서스    | 웰스 파고 센터          |
| 2018년 9월 29일  | 퍼스 와일드캐츠       | 72 - 130  | 유타 재즈                  | 비빈트 스마트홈 아레나  |
| 2018년 9월 30일  | 시드니 킹스           | 91 - 110  | 로스앤젤레스 클리퍼스      | 스탠 세어러프 센터      |
| 2018년 10월 3일  | 뉴질랜드 브레이커스   | 86 - 91   | 유타 재즈                  | 비빈트 스마트홈 아레나  |
| 2018년 10월 5일  | 애들레이드 서티식서스 | 99 - 129  | 유타 재즈                  | 비빈트 스마트홈 아레나  |
| 2018년 10월 5일  | 멜버른 유나이티드     | 82 - 120  | 토론토 랩터스              | 스코샤뱅크 아레나       |
| 2018년 10월 5일  | 퍼스 와일드캐츠       | 88 - 96   | 덴버 너기츠                | 펩시 센터               |
| 2019년 10월 5일  | 애들레이드 서티식서스 | 81 - 133  | 유타 재즈                  | 비빈트 스마트홈 아레나  |
| 2019년 10월 8일  | 뉴질랜드 브레이커스   | 94 - 108  | 멤피스 그리즐리스          | 페덱스 포럼             |
| 2019년 10월 10일 | 뉴질랜드 브레이커스   | 84 - 110  | 오클라호마시티 선더        | 체서피크 에너지 아레나  |
| 2019년 10월 13일 | 멜버른 유나이티드     | 100 - 118 | 로스앤젤레스 클리퍼스      | 스테이플스 센터         |
| 2019년 10월 16일 | 멜버른 유나이티드     | 110 - 124 | 새크라멘토 킹스            | 골든 1 센터             |
| 2022년 10월 2일  | 애들레이드 서티식서스 | 134 - 124 | 피닉스 선스                | 풋프린트 센터           |
| 2022년 10월 6일  | 애들레이드 서티식서스 | 98 - 131  | 오클라호마시티 선더        | 페이콤 센터             |
| 2023년 10월 10일 | 케언스 타이팬스       | 82 - 145  | 워싱턴 위저즈              | 캐피털 원 아레나        |
| 2023년 10월 10일 | 뉴질랜드 브레이커스   | 66 - 106  | 포틀랜드 트레일블레이저스  | 모다 센터               |
| 2023년 10월 15일 | 케언스 타이팬스       | 93 - 134  | 토론토 랩터스              | 스코샤뱅크 아레나       |
| 2023년 10월 16일 | 뉴질랜드 브레이커스   | 94 - 114  | 유타 재즈                  | 델타 센터               |
| 2024년 10월 5일  | 뉴질랜드 브레이커스   | 87 - 116  | 유타 재즈                  | 델타 센터               |
| 2024년 10월 7일  | 뉴질랜드 브레이커스   | 84 - 139  | 필라델피아 세븐티식서스    | 웰스 파고 센터          |
| 2024년 10월 10일 | 뉴질랜드 브레이커스   | 89 - 117  | 오클라호마시티 선더        | BOK 센터                |
| 2025년 10월 3일  | 뉴올리언스 펠리컨스   |           | 멜버른 유나이티드          | 로드 레이버 아레나      |
| 2025년 10월 9일  | 뉴올리언스 펠리컨스   |           | 사우스이스트 멜버른 피닉스 | 로드 레이버 아레나      |

## 같이 보기
- 내셔널 농구 리그
- 전미 농구 협회